# Hiperespaço

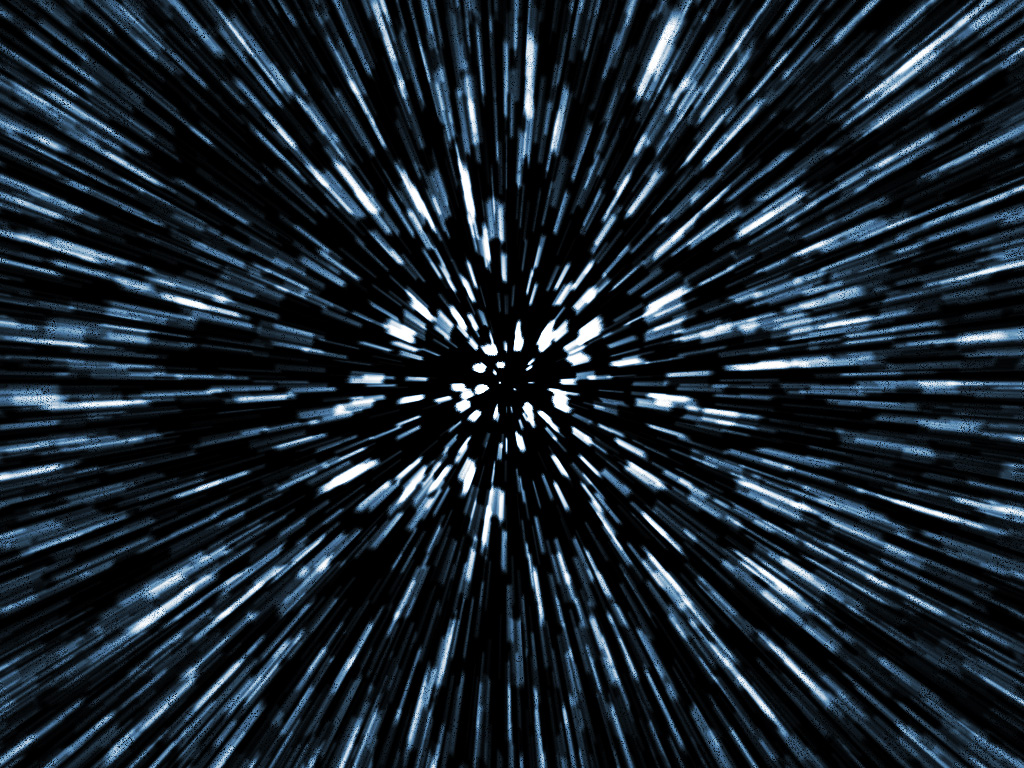
Representação popular do hiperespaço na ficção científica

Hiperespaço é um elemento hipotético presente na ficção científica, utilizado como uma forma de viagem mais rápida que a luz. Ele é geralmente descrito como uma região alternativa de espaço coexistente com a o Universo padrão, região essa que pode ser acessada usando um campo de energia ou outro dispositivo. 
Distâncias astronômicas e a inicial impossibilidade de viajar mais rápido que a luz representam um desafio para a maioria dos autores de ficção científica. O hiperespaço é por isso utilizado como um dos recursos por esses autores, numa busca para dar maior verossimilhança a suas obras.
As descrições detalhadas dos mecanismos de viagens hiperespaciais são muitas vezes inventadas no enredo das estórias e às vezes mescladas com algumas teorias da Física como a teoria da relatividade ou a teoria das cordas , a fim de criar a ilusão de uma explicação plausível. Viagens hiperespaciais são, no entanto, uma ficção.
Os autores podem desenvolver nomes alternativos para tais viagens nos seus trabalhos, como a Immaterium  (usado em Warhammer 40.000), o espaço Z em Animorphs, ou "Underspace" (U- espaço) , vulgarmente referido nas obras de Neal Asher.
Outras formas comuns de se superar a velocidade da luz na ficção são o uso de teletransporte, dobras espaciais ou a travessia de buracos negros.
O conceito de hiperespaço (apesar de ser puramente ficcional) foi utilizado numa tese de mestrado por estudantes da Universidade de Leicester.
De acordo com a teoria da relatividade, o universo é descrito como possuindo quatro dimensões, o tempo incluso. Espaço e tempo seriam apenas aspectos de um mesmo conceito de espaço-tempo. Essa teoria é utilizada amplamente em conjunto com o ficcional hiperespaço para "explicar" viagens no tempo.